# Hrách (rod)

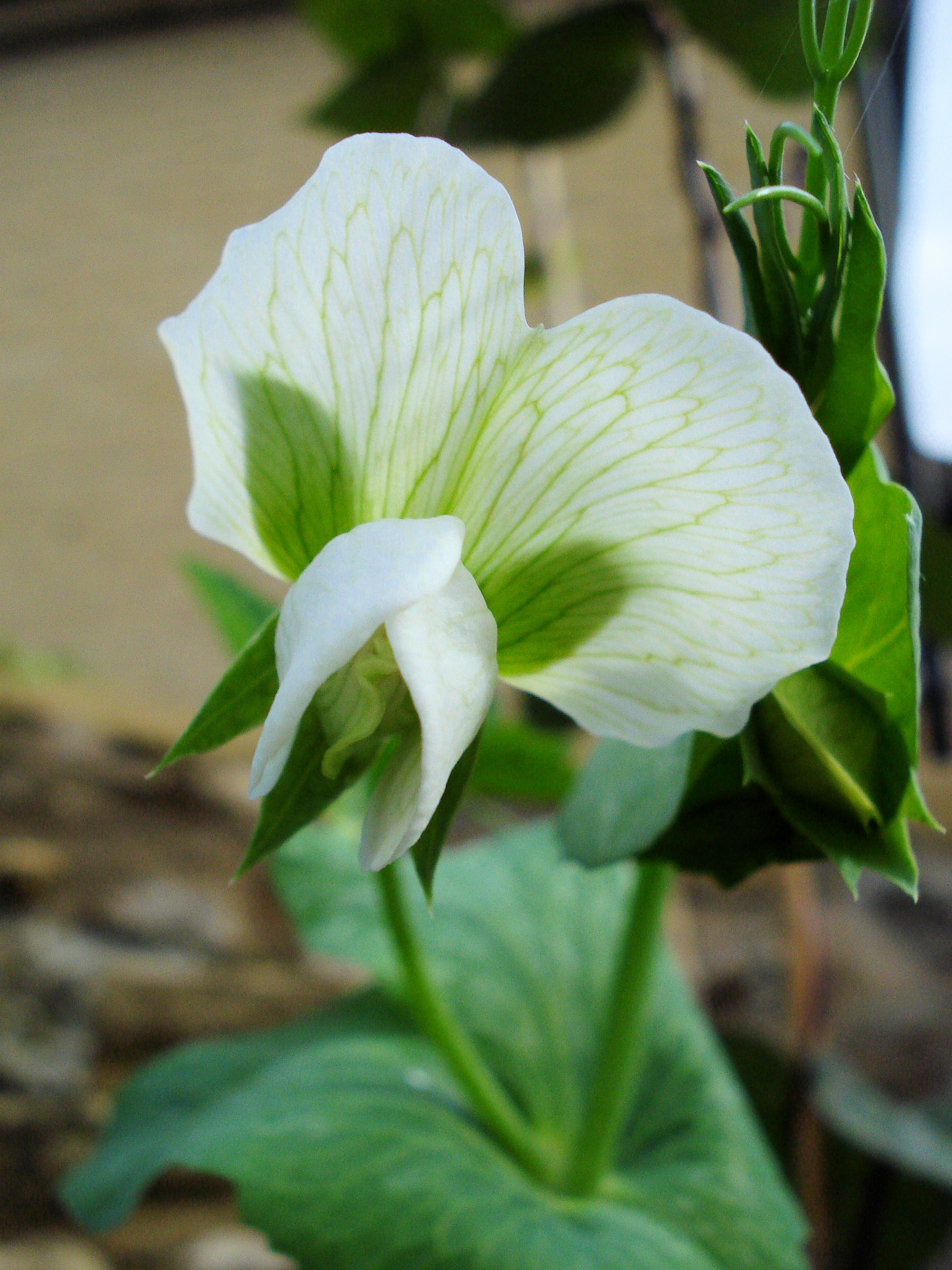
Detail květu hrachu setého

Hrách (Pisum) je rod rostlin z čeledi bobovité. Jsou to jednoleté nebo vytrvalé šplhavé byliny s motýlovitými květy a nafouklými lusky. Hrachy jsou přirozeně rozšířené v počtu 2 až 3 druhů ve Středomoří a jihozápadní Asii. Hrách setý je velmi stará kulturní rostlina, pěstovaná v mírném klimatu po celém světě jako zelenina a luštěnina.

## Popis
Hrachy jsou jednoleté nebo vytrvalé šplhavé byliny s úponkami. Listy jsou sudozpeřené s 1 až 3 páry vejčitých nebo oválných, celokrajných nebo zubatých lístků a zakončené úponkou. Palisty jsou velké, listovité, srdčité, větší než jednotlivé lístky složených listů, až 10 cm dlouhé. Květy jsou bílé nebo různých barev, jednotlivé nebo v hroznech. Kalich je zvonkovitý, s dlouhými zuby. Pavéza je obvejčitá. Tyčinky jsou dvoubratré, jedna je volná nebo jen v polovině přirostlá a 9 je nitkami srostlých do stejné výše. Semeník je téměř přisedlý, s mnoha vajíčky a na vrcholu rozšířenou čnělkou. Lusky jsou podlouhlé, nafouklé, na vrcholu špičaté a obsahují mnoho kulovitých semen.

## Rozšíření
Rod hrách zahrnuje 2 až 3 druhy, přirozeně rozšířené ve Středomoří, severní Africe a jihozápadní Asii. V květeně ČR není žádný druh hrachu přirozeně zastoupen, přechodně zplaňuje pěstovaný hrách setý, který je také jediným evropským druhem. Přirozeně se vyskytuje ve Středomoří.

## Obsahové látky
Hrách setý obsahuje pyridinový alkaloid trigonellin, isoflavonové fytoalexiny (pisatin aj.), neproteinovou aminokyselinu kanavanin, různé aminy, isokvercitrin, pinitol, z kumarinů zejména dafnetin. V semenech hrachu jsou obsaženy zejména jednoduché bílkoviny, škrob aj.

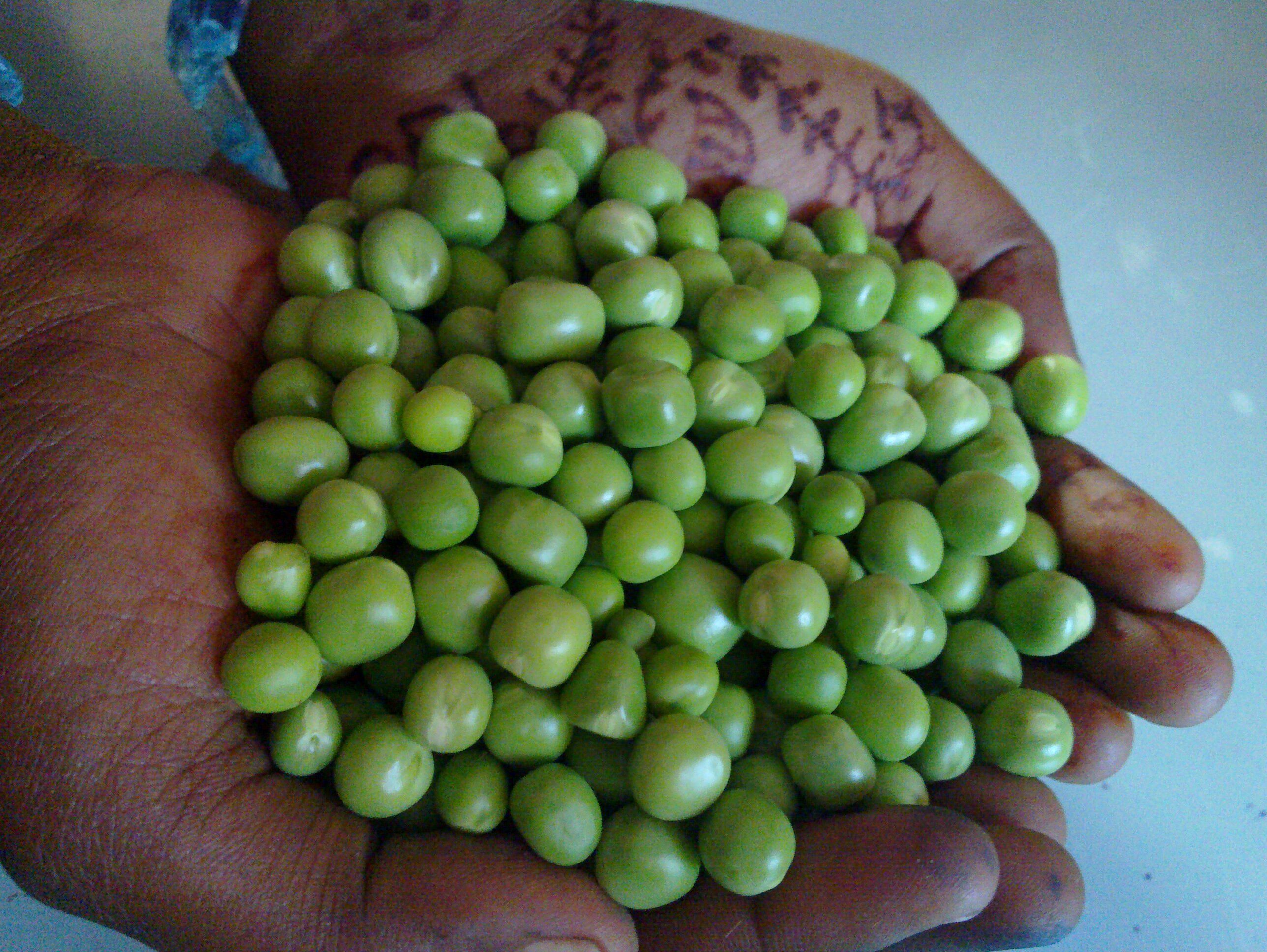
Nezralý hrášek

## Význam
Hrách setý (Pisum sativum) je pěstován v mírném pásu po celém světě jako zelenina a luštěnina. Je pěstován i v subtropech v průběhu chladného období a také v horských oblastech tropů.